# Minya Diéz-Dührkoop

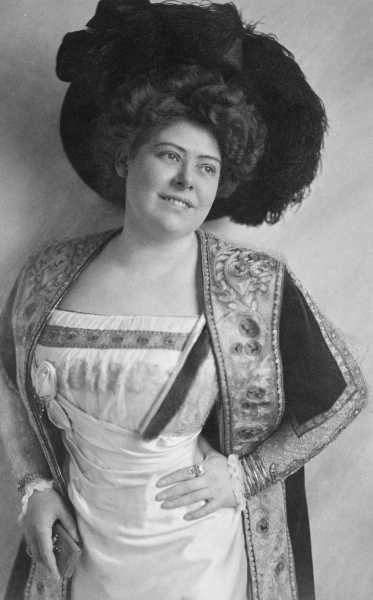
Minya Diéz-Dührkoop (Selbstporträt, 1908)

Minya Diéz-Dührkoop (geboren als Julie Wilhelmine Dührkoop; * 21. Juni 1873 in Hamburg; † 17. November 1929 ebenda) war eine deutsche Fotografin.

## Leben
Julie Wilhelmine Dührkoop wurde als zweite Tochter des renommierten deutschen Porträtfotografen Rudolf Dührkoop geboren. Weder über ihre Mutter Maria Louise Caroline Dührkoop geb. Matzen noch über ihre ein Jahr ältere Schwester Hanna Maria Theresia ist etwas bekannt. Ihr Vater war bei einer Eisenbahngesellschaft beschäftigt; er entschloss sich nach einer kurzen kaufmännischen Berufszeit, Fotograf zu werden. Als Autodidakt gründete er 1883 ein Atelier für Porträtaufnahmen. 
Im Jahr 1887 begann Minya Dührkoop vierzehnjährig als Assistentin in seinem Atelier zu arbeiten. Ihre Karriere war eng verknüpft mit der des Vaters. In dessen Atelier wurde sie zur selbstständigen Mitarbeiterin ausgebildet. Das Atelier Rudolf Dührkoop lebte hauptsächlich von Porträtaufnahmen, war aber auch für Reportageaufnahmen bekannt. 1894 heiratete Minya Dührkoop den aus Málaga stammenden Fotografen Luis Diéz Vazquez. Über eine berufliche Zusammenarbeit der Eheleute ist nichts bekannt. Als die Ehe 1901 geschieden wurde, behielt Minya Diéz den Ehenamen bei.
1899 wurde Rudolf Dührkoop durch die Teilnahme an einer internationalen Ausstellung für Fotografie in Hamburg einer größeren Öffentlichkeit für seine „ungewöhnlichen“ Porträtaufnahmen bekannt. Er porträtierte außerhalb eines Ateliers, verzichtete auf jegliche Retusche, wählte ungewohnte Ansichten und nannte es „künstlerische Kamerabildnisse“. Im Herbst 1901 traten Minya und Rudolf Dührkoop ihre erste Reise nach England an. Es folgten 1904/1905 Reisen nach Amerika. Die Reisen waren zum einen Ausstellungsbesuchen und eigenen Ausstellungen gewidmet, zum anderen dienten sie der Kontaktpflege mit anderen Fotografen. 
Am 22. September 1906 wurde Minya Diéz-Dührkoop Gesellschafterin von „Rudolf Dührkoop“. Dazu überließ er seiner Tochter das neu angemietete Hamburger Atelier am Jungfernstieg 34 im Heine-Haus, um ab Dezember ein Atelier in Berlin zu betreiben. Nach dem Tod des Vaters im Jahr 1918 führte Minya Diéz-Dührkoop das Hamburger Atelier weiter. Ab 1926 wurde das Atelier unter dem Namen „Minya Dührkoop“ geführt.
Minya Dührkoop heiratete 1926 erneut. Ihr zweiter Ehemann Fritz Karl Gustav Schulz führte nach ihrem Tod das Atelier fort. Ab 1935 war Antonio Machado, ein langjähriger Mitarbeiter, Inhaber der „Dührkoop Werkstätten“.

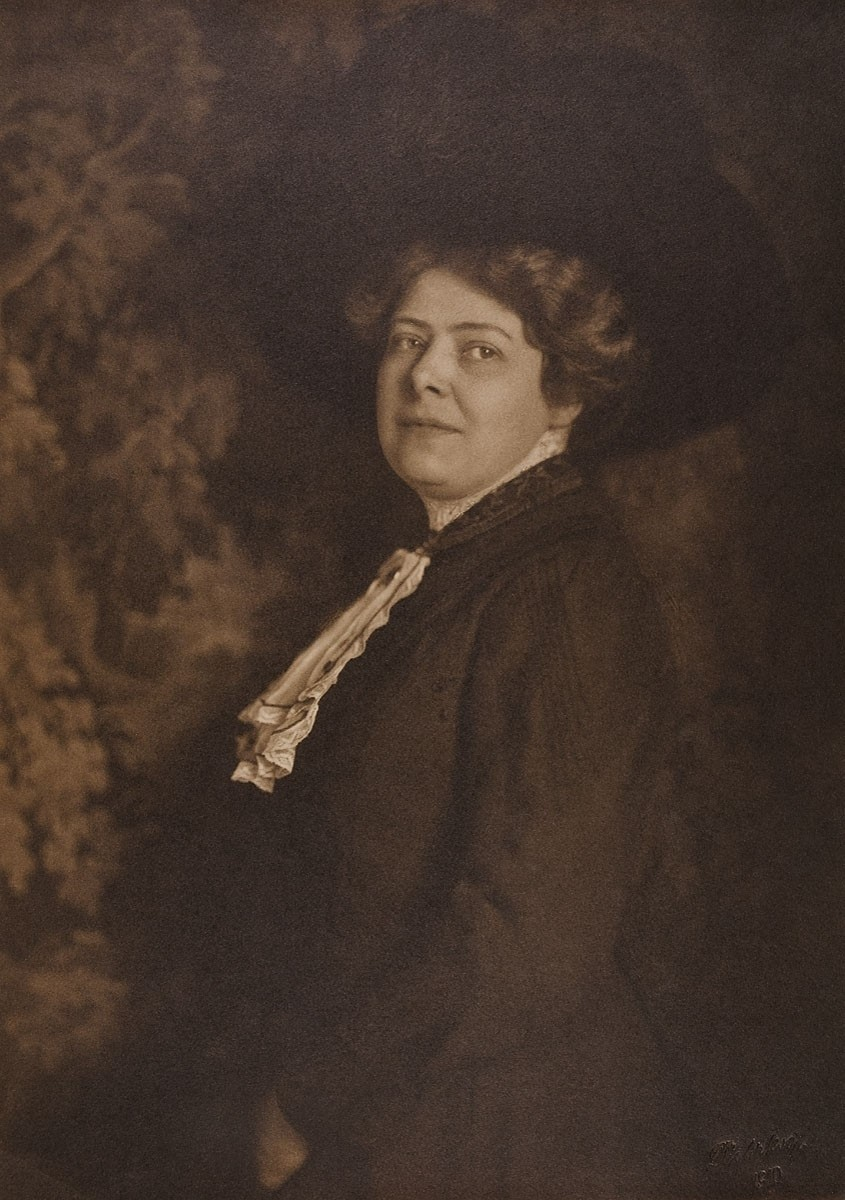
Minya Diéz-Dührkoop, 1910 porträtiert von ihrem Vater Rudolf Dührkoop

### Künstlerisches Netzwerk: Reisen und Vereinsbeitritte
In einer Zeit, in der die Fotografie dank des technischen Fortschritts zum herausragenden Massenmedium avancierte und die Amateure in der Kunstfotografie mehr und mehr Einfluss erlangten, waren nur noch wenige Berufsfotografen öffentlich präsent. Minya und Rudolf Dührkoop konnten sich durch die hohe künstlerische Qualität ihrer fotografischen Arbeiten durchsetzen. Zudem war die kontinuierliche Pflege und Erweiterung ihres künstlerischen Netzwerks von entscheidender Bedeutung für ihren Erfolg.
Minya Diéz-Dührkoop sammelte selbst zeitgenössische Kunst. Sie besaß beispielsweise ein Gemälde der Malerin Alma del Banco. Sie bewegte sich in Hamburger Künstlerkreisen, in ihrem Atelier im Jungfernstieg 34 verkehrten zahlreiche Literaten und Künstler. Sie wurde 1910 passives Mitglied der expressionistischen Künstlergemeinschaft „Brücke“. Sie pflegte Kontakte zu Literaten wie Richard Dehmel und seiner Frau Ida und bildenden Künstlern wie Max Pechstein, Franz Radziwill und Karl Schmidt-Rottluff.
Auch Begegnungen in Übersee prägten ihre Arbeit. Ein Höhepunkt in Minya Diéz-Dührkoops künstlerischem wie gesellschaftlichem Leben war die USA-Reise im Jahr 1911, die auf Einladung der Photographers Association of America stattfand. Vater und Tochter Dührkoop wurden gebeten, einige Lesungen und praktische Demonstrationen ihrer Arbeit in Saint Paul (Minnesota) zu halten, was beweist, dass ihre Porträts auch international hohe Anerkennung fanden. In den Vereinigten Staaten machten die beiden Bekanntschaft mit berühmten Fotografen wie Gertrude Käsebier. George Eastman ließ sich von Diéz-Dührkoop porträtieren. Auch mit dem Schweizer Fotografen Helmar Lerski fand in den USA ein professioneller Austausch statt.
Abgesehen vom künstlerischen Netzwerk, das sie in dieser Zeit knüpften, war die Konferenz der Photographers Association of America selbst kein großer Erfolg für Vater und Tochter, weil ihre Fotografien durch Zoll-Kontrollen zu spät eintrafen. Minya und Rudolf Dührkoops internationaler Ruhm wuchs durch verschiedene Reisen kontinuierlich. Die beiden reisten 1901 und 1908 auch nach England, um dort berühmte Fotografen wie Emil Otto Hoppé und Alvin Langdon Coburn zu treffen. Damals wurden sie als einzige Berufsfotografen aus Deutschland in den elitären Kreis der Brotherhood of the [Linked Ring] aufgenommen, sonst waren nur Amateure zugelassen worden, die damals das höhere künstlerische Prestige besaßen.
Seit 1919 war Minya Diéz-Dührkoop eines der ersten Mitglieder in der Gesellschaft Deutscher Lichbildner (GDL). Die GDL, die sich heute Deutsche Fotografische Akademie nennt, war 1919 von dem Porträtfotografen Kurt Schallenberg (1883–1954) mit dem Ziel der „Veredlung der Berufsarbeit des Lichtbildners“ gegründet worden und war zum damaligen Zeitpunkt eine Vereinigung der führenden deutschen Berufsfotografen. Die GDL entwickelte sich während der 1920er-Jahre zu einer Einrichtung, die die klassischen Werte der ästhetischen Fotografie zu wahren suchte. Die Berufung der Mitglieder erfolgte nach einer Qualitätsprüfung mittels Abstimmung durch die Vereinsmitglieder. Minya Diéz-Dührkoop, die zur Zeit der Vereinsgründung aufgenommen wurde, setzte neben Hugo Erfurth und Franz Grainer die Maßstäbe für das Leistungsniveau der nachkommenden Beitritte. Das Fachorgan der Gesellschaft Deutscher Lichtbildner war die Zeitschrift Das Atelier des Photographen.
1920 wurde Minya Diéz-Dührkoop Mitglied im Kunstbund Hamburg, der von Rosa Schapire und Wilhelm Niemeyer ins Leben gerufen worden war. Von Niemeyers Malerfreund Franz Radziwill und seiner Frau Inge Johanna schuf Diéz-Dührkoop 1922 mehrere Porträtfotos. Dass auch hier ein reger künstlerischer Austausch stattfand, bezeugen einige aquarellierte Postkarten Radziwills an Diéz-Dührkoop, die im Kunsthandel auftauchten.
Ab 1927 war Minya Diéz-Dührkoop Beirätin für Fotografie im – gleichfalls von Rosa Schapire (mit Ida Dehmel) geschaffenen Bund Hamburgischer Künstlerinnen und Kunstfreundinnen, einem Vorläufer der GEDOK.

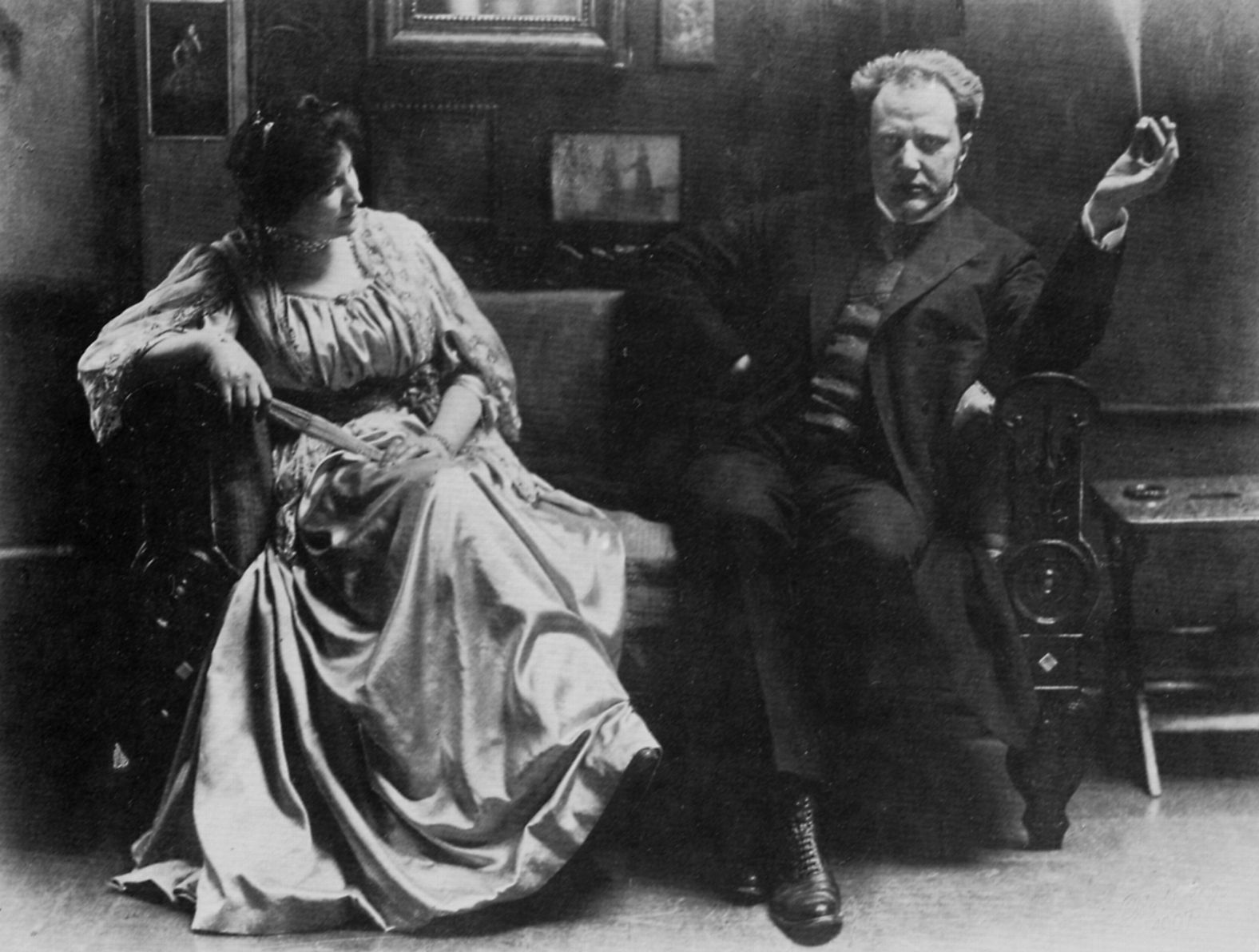
Minya Diéz-Dührkoop: Bild einer Intimität, 1900/1910

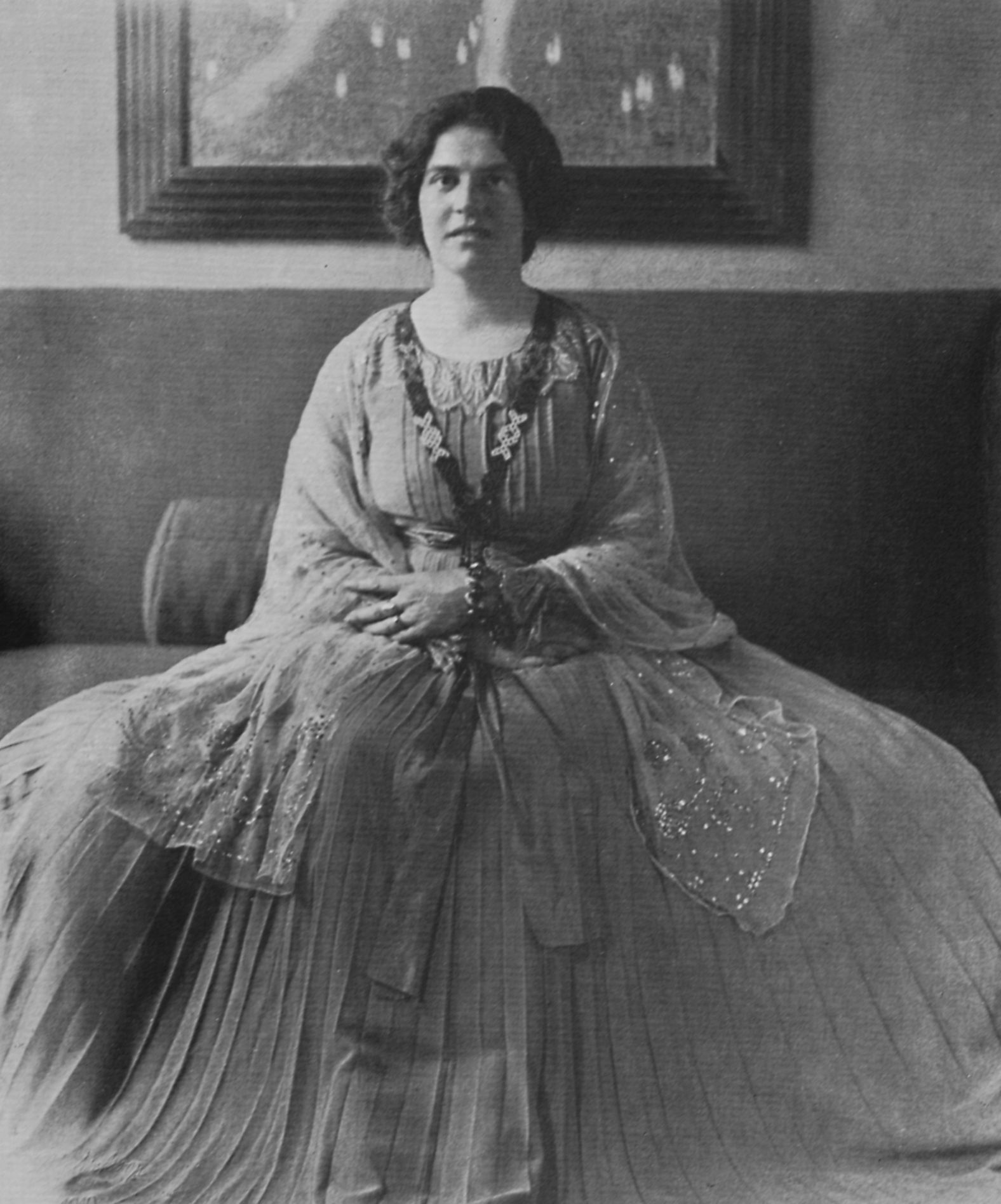
Die Malerin und Bildhauerin Elena Luksch-Makowsky vor ihrem Gemälde Adolescentia

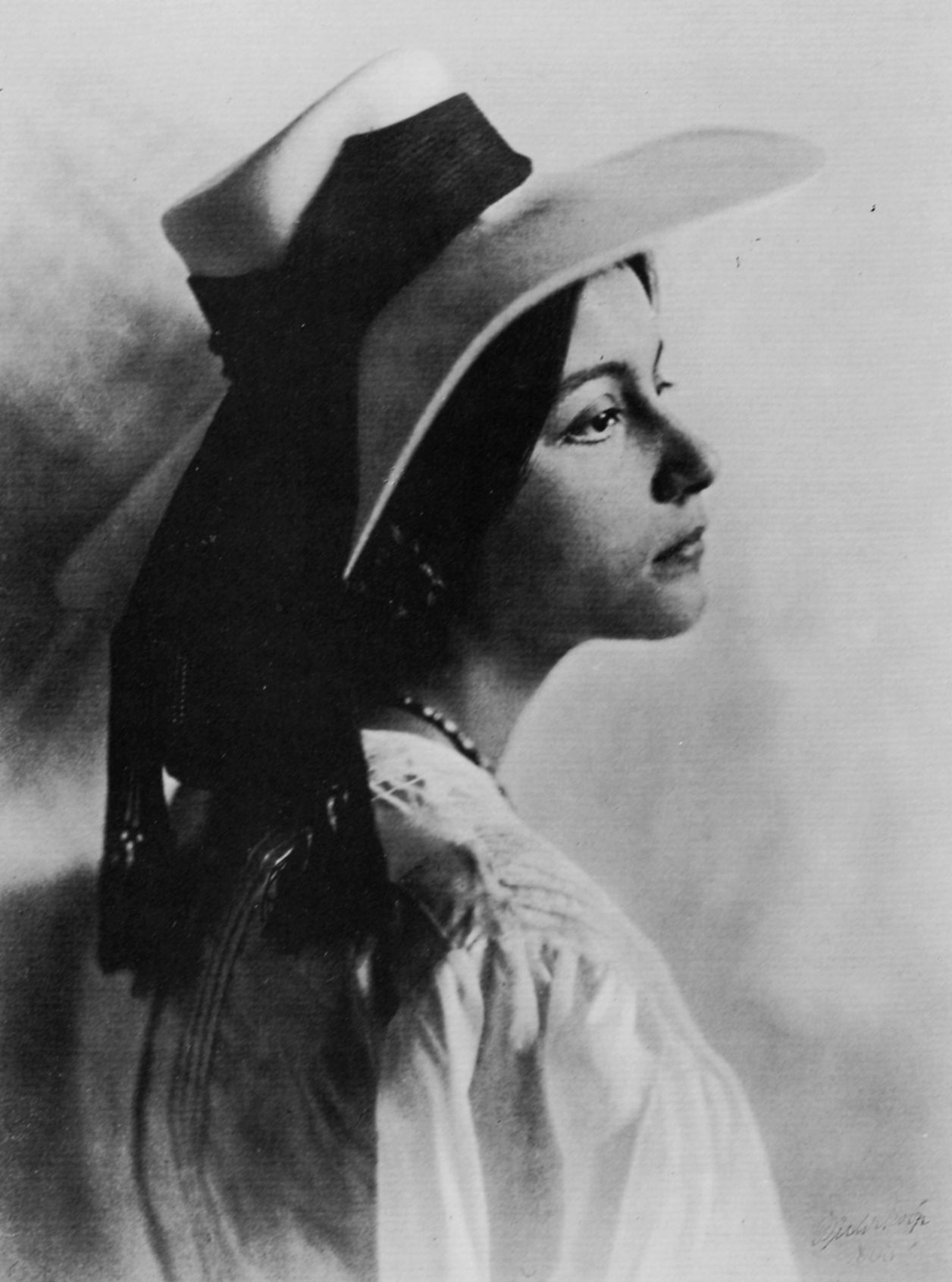
Minya Diéz-Dührkoop: Gertrud Falke, 1908

## Künstlerisches Schaffen

### Theoretischer Hintergrund: Piktorialistische Fotografie
1898 wurde die deutsche Fotografenwelt erstmals auf Minya Diéz-Dührkoop aufmerksam, allerdings nicht als Fotografin, sondern als Modell, denn ihr Vater präsentierte bei der 27. Jahres-Ausstellung des Deutschen Photographen-Vereins Porträts seiner Tochter. Entgegen der klassischen Porträt-Stilistik lichtete er sie in alltäglichen Posen ab, weil er durch ungezwungene Natürlichkeit die Persönlichkeit meinte herausarbeiten zu können. Rudolf Dührkoop wollte – angeregt durch die malerischen Tendenzen der Kunstfotografie – wie verschiedene andere Fotografen der damaligen Zeit die Porträtfotografie von den zwanghaften Rahmenbedingungen des Studios befreien. Nach den Programmen Alfred Lichtwarks und Ernst Juhls, welche nicht nur konkret für die künstlerischen Grundsätze der Dührkoops, sondern wegweisend für die gesamte internationale Entwicklung waren, sollte beispielsweise auf die herkömmlichen Atelierrequisiten verzichtet werden und durch natürliches, diffuses Licht Naturtreue im Porträt erreicht werden. Zu starke Kontraste wurden durch weicharbeitende Druckverfahren gemildert, um der Fotografie mittels malerischer Mittel einen Kunststatus zu verleihen. Dies war das erklärte Ziel des Piktorialismus (bzw. der piktorialistischen Fotografie), der sich zwischen 1890 und 1910/1915 durchsetzte. Anfangs setzten insbesondere Amateure die beschriebenen Konzepte um, einige Berufsfotografen übernahmen sie schließlich unter zunehmendem wirtschaftlichem Druck und setzten auf eine künstlerische Nobilitierung ihrer Arbeit. Dies war auch das Ziel von Minya Dührkoop. Ihr fotografisches Programm bestand zu großen Teilen aus den piktorialistischen Zielsetzungen, künstlerisch statt kommerziell zu arbeiten und mit der Kamera Charakteristisches und Wesenhaftes anstatt inszenierter Posen einzufangen.

### Arbeitsweise der Dührkoops
Bei Dührkoop kostete ein Bildnis im Format 13 × 18 cm etwa 50 ℳ, während man Billigporträts bereits für 10 ℳ bekam. Für dieses Geld erhielt der anspruchsvolle Kunde eine Sitzung in einem der Aufnahmeräume der Dührkoops, die unterschiedlich eingerichtet waren. Es gab Damen- und Herrenzimmer, deren wohnliche Inneneinrichtung die von den Kunstfotografen propagierten „Heimaufnahmen“ ermöglichen sollte.
Um als Porträtfotograf Prestige zu erlangen, waren jedoch insbesondere die fotografisch-technischen Fertigkeiten entscheidend. Die Dührkoops arbeiteten während der Aufnahmesitzung mit weißen und schwarzen Leinwänden und Spiegeln, um zu starke Licht- und Schattenspiele zu vermeiden und Ruhe ins Porträt zu bringen. Im Idealfall sollten Retusche-Arbeiten vermieden werden. Galt es jedoch, Über- oder Unterbelichtung oder grobe Oberflächenbeschädigungen der Platte zu korrigieren, wurde die technische Weiterverarbeitung des fotografischen Negativs bedeutsamer Bestandteil der künstlerischen Arbeit. Es kamen Entwicklungstanks mit verschiedenen Lösungen zum Einsatz, denn diese ermöglichten eine nachträgliche, genaue Kontrolle der graduellen Tonwert-Entwicklung. Das Ergebnis wurde bei Dührkoops größtenteils als Gummibichromat-, oder Pigmentdruck fixiert und dem Kunden in gerahmter Form übergeben. Mit besonders ausgearbeiteten Vergrößerungen bedienten sie den Wunsch des gehobenen Bürgertums nach Exklusivität.
Die Dührkoops verwendeten zwar ganz traditionelle Methoden für die Kundenwünsche, doch experimentierten sie außerhalb der Geschäftspraktiken mit neuartigen Arbeitstechniken. Insbesondere auf dem Gebiet der frühen Farbfotografie konnte Minya Diéz-Dührkoop mit ihrem Vater Fortschritte machen. Dieser war seit langem mit farbfotografischen Methoden wie dem Autochromverfahren und dem Öl- und Bromöldruck beschäftigt. Schließlich nahm die Jos-Pe Farbenphoto GmbH mit ihnen Kontakt auf, um sie mit dem von ihr entwickelten, neuartigen Verfahren vertraut zu machen. Ihr Atelier wurde zum Umschlagplatz der neuen Technik, als 1924 Otto Mente, der Vorsitzende der Deutschen Photographischen Gesellschaft vor der Berliner Tagespresse die Vorzüge des Jos-Pe-Verfahrens beschrieb und Minya Diéz-Dührkoop diese Ausführungen durch ihre gelungenen Farbaufnahmen illustrierte. Es ist anzunehmen, dass sie hierfür mit der „Uka“ (Universalkamera) arbeitete, die als sogenannte Strahlenteilerkamera von der Jos-Pe Farbenphoto GmbH eigens für dieses Verfahren hergestellt worden war.

### Porträtfotografien im Studio

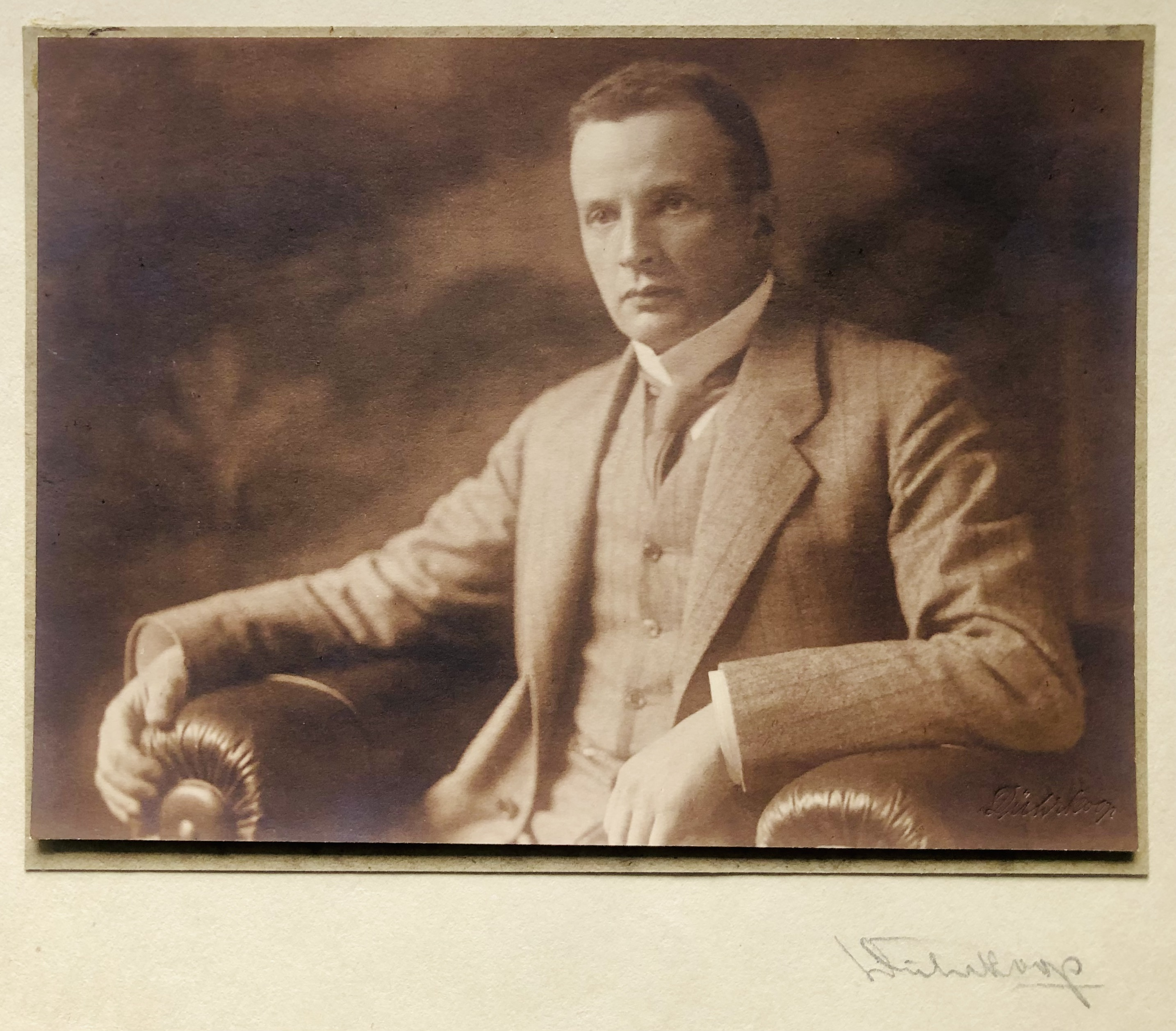
Minya Diez-Dührkoop, Richard Cassirer

Die Grundsätze der piktorialistischen Porträtfotografie verfolgte Minya Diéz-Dührkoop auf charakteristische Art und Weise. Während ihr Vater insbesondere die klassische Komposition beherrschte, hatte sie das Talent, intime Momente einzufangen, ohne dass dabei das Medium der Kamera dominierte. Hierzu gehört beispielsweise das am Jugendstil orientierte Doppelportrait Bild einer Intimität.
Diéz-Dührkoops Intention war es stets, Wesenhaftes abzubilden „statt Pose und Retouche“. Vater und Tochter wurden nach und nach in Deutschland tonangebende Anlaufstelle für erstklassige Porträts. Bedeutende Politiker, Adelige und Geistesgrößen finden sich in Dührkoops Verzeichnis von Porträts bedeutender Personen aller Gebiete. Minya Diéz-Dührkoop widmete sich insbesondere der künstlerischen Damenfotografie.
Verschiedene Mezzotinto-Gravüren nach Naturaufnahmen wurden im Bildband Schöne Frauen (ca. 1920) von Emil Otto Hoppé und Minya Diéz-Dührkoop mit einem Text von Franz Blei abgedruckt.

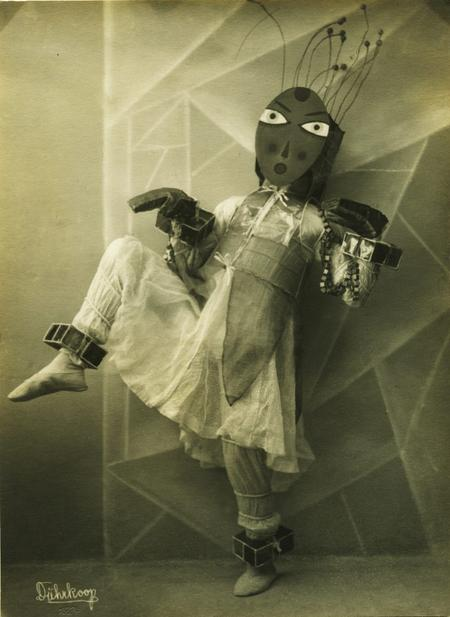
Minya Diéz-Dührkoop: Lavinia Schulz als Tanzbertchen

### Tanzstudien mit Lavinia Schulz und Walter Holdt
Neben den mehr oder weniger standesgemäßen Porträts von Frauen sind Tanzstudien von Minya Diéz-Dührkoop überliefert. 28 Originalabzüge, die im Hamburger Museum für Kunst und Gewerbe erhalten blieben, zeigen das Hamburger Tänzerpaar Lavinia Schulz (1896–1924) und Walter Holdt (1899–1924) in von ihnen selbst angefertigten expressionistischen Kostümen. In Varianten von vorne und von hinten, mit unterschiedlichen Hintergründen und verschiedenen Kostümen wurden im Atelier Dührkoop die Tanzposen aufgenommen. Bei der Farbigkeit der Abzüge fällt auf, dass es sich nicht um reines Schwarz-Weiß handelt, sondern um sepiabraune Tonwerte. Die Silbergelatineabzüge sind teilweise auf beigen oder brauen Karton aufgezogen.
Die Domäne des zeitgenössischen Tanzes muss Minya Diéz-Dührkoop fotografisch inspiriert haben und ihr ein besonderes Anliegen gewesen sein, denn es existieren weitere Abbildungen in Der künstlerische Tanz unserer Zeit (1928).

## Publikationen
- Rudolf Dührkoop: Dührkoop Bildnisse. Verzeichnis von Porträts bedeutender Personen aller Gebiete von Rudolf und Minya Dührkoop. Ohne Ort, ohne Jahr.
- Rudolf Dührkoop: Werkstatt für das künstlerische Kamera-Bildnis. Inh. Rudolf Dührkoop und Frau Minya Diéz-Dührkoop, Hamburg 1911.
- Schöne Frauen. 36 Mezzotintos nach Natur-Aufnahmen von E. O. Hoppé und M. Diéz-Dührkoop, Text von Franz Blei, F. Bruckmann, München um 1920.